# Гинкозуби кљунасти кит
Гинкозуби кљунасти кит или јапански кљунасти кит или зубати кит (лат. Mesoplodon ginkgodens, енгл. Ginkgo-toothed beaked whale) је кљунасти кит (породица Ziphiidae) из парвореда китова зубана (Odontoceti). 

## Распрострањење
Врста је присутна у Америчкој Самои, Аустралији, Вануатуу, Еквадору, Индији, Индонезији, Јапану, Кенији, Кини, Кирибатима, Колумбији, Куковим острвима, Маршалским острвима, Мексику, Науруу, Новом Зеланду, Палауу, Папуи Новој Гвинеји, Перуу, Самои, Сједињеним Америчким Државама, Танзанији, Тонги, Тувалуу, Филипинима, Фиџију, Чилеу и Шри Ланци.
ФАО рибарска подручја (енгл. FAO marine fishing areas) на којима је ова врста присутна су у западном Индијском океану, источном Индијском океану, северозападном Пацифику, западном централном Пацифику, источном централном Пацифику и југозападном Пацифику.

## Станиште
Станиште врсте су морски екосистеми.

## Угроженост
Подаци о распрострањености ове врсте су недовољни.

### Популациони тренд
Популациони тренд је за ову врсту непознат.